# Iran i olympiska vinterspelen 2022
Iran deltog i de olympiska vinterspelen 2022 i Peking i Kina mellan den 4 och 20 februari 2022.
Irans lag bestod av tre idrottare (två män och en kvinna) som tävlade i två sporter. Den 23 januari 2022 blev de alpina skidåkarna Atefeh Ahmadi och Hossein Saveh-Shemshaki utsedda till landets fanbärare vid öppningsceremonin. Vid avslutningsceremonin var en volontär landets fanbärare.
Den 10 februari 2022 blev Hossein Saveh-Shemshaki avstängd efter att ha testat positivt för dopning.

## Alpin skidåkning
| Idrottare     | Gren            | Åk 1    | Åk 1      | Åk 2 | Åk 2      | Totalt | Totalt    |
| Idrottare     | Gren            | Tid     | Placering | Tid  | Placering | Tid    | Placering |
| ------------- | --------------- | ------- | --------- | ---- | --------- | ------ | --------- |
| Atefeh Ahmadi | Damernas slalom | 1.11,88 | 57        | DNF  | DNF       | DNF    | DNF       |

## Längdskidåkning
Distans
| Idrottare              | Gren                          | Final   | Final   | Final     |
| Idrottare              | Gren                          | Tid     | Diff.   | Placering |
| ---------------------- | ----------------------------- | ------- | ------- | --------- |
| Danial Saveh Shemshaki | Herrarnas 15 km klassisk stil | 47.26,0 | +9.31,2 | 84        |